# Flaminia Colonna
Flaminia Colonna (... – Roma, 9 aprile 1633) è stata una nobildonna italiana.

## Biografia
Era figlia di Sciarra Colonna, signore di Passarano, Gallicano e Montefiore, Castelnuovo, Casalnuovo dei principi di Palestrina e di Clarice dell'Anguillara (?-1591).
Sposò nel 1587 Giulio Cesare Gonzaga di Bozzolo, conte di Pomponesco e non ebbero figli. Dopo la morte del marito nel 1609, Flaminia si ritirò ad Albano.
Nel 1619 fondò ad Albano la Chiesa di San Bonaventura, nella quale si trova una grande pala d'altare datata 1618 opera del pittore Gherardo delle Notti, Madonna in gloria con i santi Francesco e Bonaventura in cui è presente la contessa committente. La chiesa venne consacrata nel 1634 dal cardinale Giulio Savelli.